# Burg Kapf (Bietingen)
Die Burg Kapf ist die Ruine einer Wallburg auf dem 545 m ü. NHN hohen Kapf 1100 Meter westlich der Kirche des Ortsteils Bietingen der Gemeinde Gottmadingen im baden-württembergischen Landkreis Konstanz in Deutschland.
Die Burg Kapf ist eine urgeschichtliche Befestigung. Von der ehemaligen Burganlage sind noch ein 127 Meter langer Wall und Grabenreste erhalten.

## Lage
Die Reste der Höhenburganlage befinden sich 1.100 Meter westlich der Dorfkirche von Bietingen, bestehend aus einer 10 bis 20 Meter unterhalb des bewaldeten Gipfels liegenden Hangbefestigung, die sich aus einer umlaufenden Böschung mit dahinter verlaufender, zwei bis fünf Meter breiter Terrasse und einem 125 Meter langen Wall an der Nordostseite zusammensetzt.

## Geschichte
Bis heute ist, trotz der nach 1920 durchgeführten Grabungen, nicht geklärt, ob es sich um eine jungsteinzeitliche, eine bronzezeitliche oder eine urnenfelderzeitliche Anlage handelt.